# بوني بيرد
بوني بيرد (بالإنجليزية: Bonnie Bird)‏ هي راقصة أمريكية، ولدت في 30 أبريل 1914، وتوفيت في 9 أبريل 1995.